# Curti
Curti é uma comuna italiana da região da Campania, província de Caserta, com cerca de 7.039 habitantes (31/12/2018). Estende-se por uma área de 1 km², tendo uma densidade populacional de 4165 hab/km². Faz fronteira com Casapulla, Macerata Campania, San Prisco, Santa Maria Capua Vetere.

## Demografia
| Variação demográfica do município entre 1861 e 2011                               |
|                                                                                   |
| Fonte: Istituto Nazionale di Statistica (ISTAT) - Elaboração gráfica da Wikipedia |